# ورد أهلب
ورد أهلب (الاسم العلمي:Rosa hirsuta) هو نوع من النباتات يتبع جنس الورد من الفصيلة الوردية.